# مایک ناکس
مایک ناکس (انگلیسی: Mike Knox؛ زادهٔ ۱۷ ژوئیهٔ ۱۹۷۸) کشتی‌گیر کشتی حرفه‌ای اهل ایالات متحده آمریکا است.